# Владимир (Боберич)
Епископ Владимир (в миру Владислав Боберич, серб. Владислав Боберић; 22 октября (3 ноября) 1873, деревня Српска-Клария — 4 (17) февраля 1918, Будапешт) —  архиерей автокефальной Буковинско-Далматинской митрополии, епископ Бока-Которский.

## Биография
Родился в сербской семье священника Младена и Анеты, племянницы Патриарха Сербского Самуила (Маширевича).
Начальное образование получил во Враневе (ныне Нови-Бечей), затем окончил гимназию в городе Нови-Сад. В 1897 году окончил духовную семинарию в году Сремски-Карловци.
По приглашению митрополита Дабро-Босанского Николая (Мандича) переехал в Сараево, где после положенного испытания назначен ординарным профессором в гимназии Сараева.
Принял монашество в монастыре Озрен, затем был рукоположён в иеродиакона и иеромонаха. Был профессором Релевской духовной семинарии.
10 октября 1911 года, будучи и. о. ректора семинарии, был назначен епископом Бока-Которским в автокефальной Буковинско-Далматинской митрополии
Был знатоком канонического права, публиковался в разных изданиях («Српски Сион», «Источник»), составил Катехизис для младших классов гимназии. Написал несколько церковно-музыкальных сочинений. Был автором поэтических и прозаических произведений, которые публиковал с 1890 года.
Скончался 17 февраля 1918 года в Будапеште. Похоронен во Враневе.